# Jan Czyrek

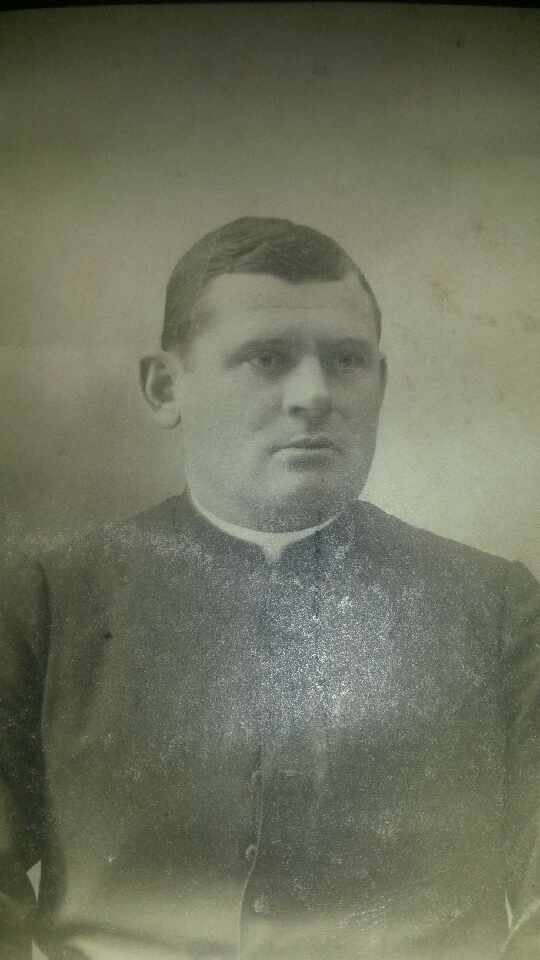
ks. prałat Jan Czyrek

Jan Czyrek (ur. 25 stycznia 1871 w Studzianie, zm. 29 stycznia 1949 w Jarosławiu) – duchowny rzymskokatolicki, prałat, dziekan dekanatu buskiego, budowniczy neogotyckiego kościoła pw. Wniebowzięcia Najświętszej Maryi Panny w Kamionce Strumiłowej. 

## Dzieciństwo
Rodzice Antoni i Anna z Przewrockich wzięli ślub 21 lutego 1870 w Przeworsku. Jan był ich najstarszym dzieckiem, urodzonym w Studzianie pod Przeworskiem, gdzie rodzice prowadzili gospodarstwo rolne. Miał pięcioro rodzeństwa: Wojciecha, Józefa, Anielę, Tomasza oraz Katarzynę. W 1891 ukończył gimnazjum w Rzeszowie. 

## Posługa kapłańska
Kształcił się w Seminarium Duchownym we Lwowie, gdzie przyjął święcenia kapłańskie w 1896 roku prawdopodobnie z rąk abp. Seweryna Morawskiego. Od początku świadczył posługę kapłańską na polskich kresach wschodnich:
- 1896–1900 wikariusz parafii Kamionka Strumiłowa,
- 1900 administrator parafii Płotycz[1],
- 1900–1944 proboszcz parafii Kamionka Strumiłowa.

Był też dziekanem dekanatu buskiego.

## Kościół w Kamionce Strumiłowej

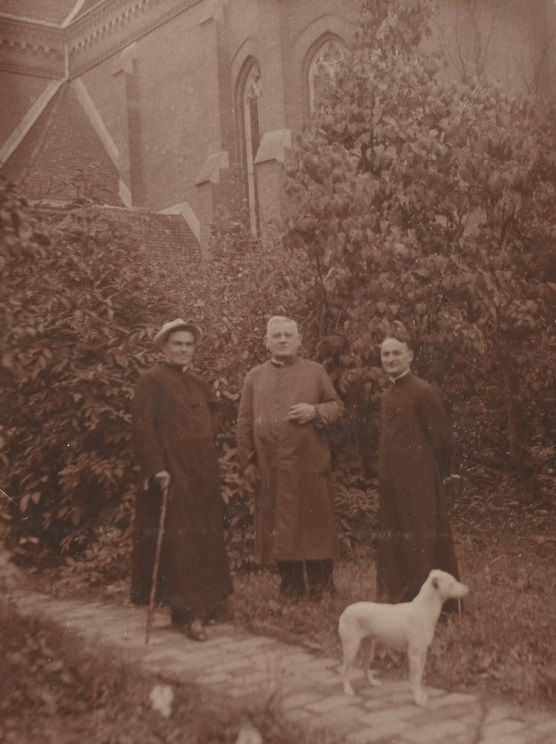
Ks. Jan Czyrek (pośrodku) przed kościołem w Kamionce, 1930 r.

W 1908 rozebrano XIX-wieczny kościół w Kamionce Strumiłowej, który nie nadawał się do użytku z powodu wad budowlanych. Zapadła decyzja o budowie nowej świątyni, którą w latach 1910–1914 nadzorował proboszcz ks. Jan Czyrek. Budynek wzniesiono w stylu neogotyckim według projektu  inż. arch. Teodora Talowskiego z Politechniki Lwowskiej.

Podczas I wojny światowej parafia odniosła poważne straty. Proboszcz, aresztowany przez Rosjan 21 czerwca 1915 r. wraz z kilkoma innymi mieszkańcami miasta, w tym z kapłanem unickim, pozostawał do 1917 roku w niewoli w Łucku, później w Kijowie. W 1918 był więziony przez władze ukraińskie. Świątynia uległa w tych latach dużym zniszczeniom.
Dwumiesięczne bombardowanie w lipcu i sierpniu 1915 r. kościoła ogniem artylerii rosyjskiej zniszczyło wieżę, zrujnowało posadzkę, pobito witraże i dach cały na kościele, podziurawiono w wielu miejscach sklepienie, a zwłaszcza w krzyżu i koło chóru. Na pamiątkę zniszczenia w niektórych miejscach wmurowano łuski pocisków armatnich (…). W czasie wojny polsko-ukraińskiej polska kula armatnia w maju 1919 roku jeszcze raz uszkodziła część filaru i sklepienie od strony Batiatycz (...).
Po wojnie ks. Jan Czyrek nadzorował odbudowę świątyni w latach 1918–1929. Wyremontowany kościół został konsekrowany przez abp. Bolesława Twardowskiego 16 maja 1929 roku. 
Ks. Jan Czyrek był gorliwym czcicielem Matki Bożej. Jako dziekan buski aktywnie wspierał działania Akcji Katolickiej i polecał szerzyć nabożeństwo różańcowe w każdej podległej parafii. Za zasługi w budowie kościoła oraz zorganizowanie życia duchowego parafian papież Pius XI uhonorował go tytułem Szambelana Jego Świątobliwości.

## Lata po drugiej wojnie światowej i śmierć

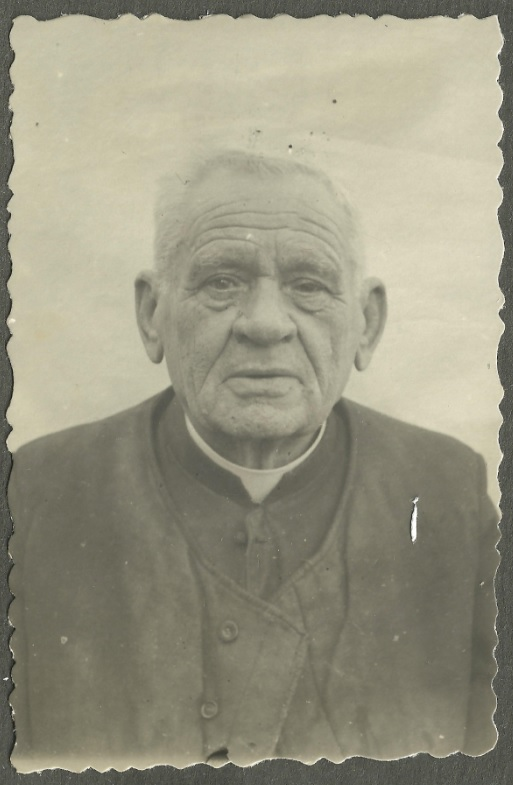
ks. prałat Jan Czyrek w ostatnich latach życia

W roku 1944 proboszcz i wikariusze parafii kamioneckiej opuścili Kamionkę Strumiłową. Ks. Jan Czyrek udał się do Jarosławia (w dzisiejszym woj. podkarpackim), gdzie w roku 1946 obchodził 50-lecie święceń kapłańskich. Koniec swojego pracowitego życia spędził przy rodzinie, otoczony troską i opieką najbliższych. Zmarł w szpitalu powiatowym w Jarosławiu.
Ostatnie pożegnanie księdza Jana odbyło się w jarosławskiej kolegiacie. We mszy uczestniczył między innymi abp Eugeniusz Baziak oraz proboszcz kolegiaty ks. Władysław Opaliński. Przed bramą jarosławskiego cmentarza kondukt żałobny został w niejasnych okolicznościach zatrzymany przez grupę osób. Pomimo protestów księży i wiernych trumna z ciałem ks. Jana została zabrana do Przeworska. Tam szybko i bez rozgłosu został pochowany w grobowcu Chmurowiczów na cmentarzu komunalnym.

## Upamiętnienie

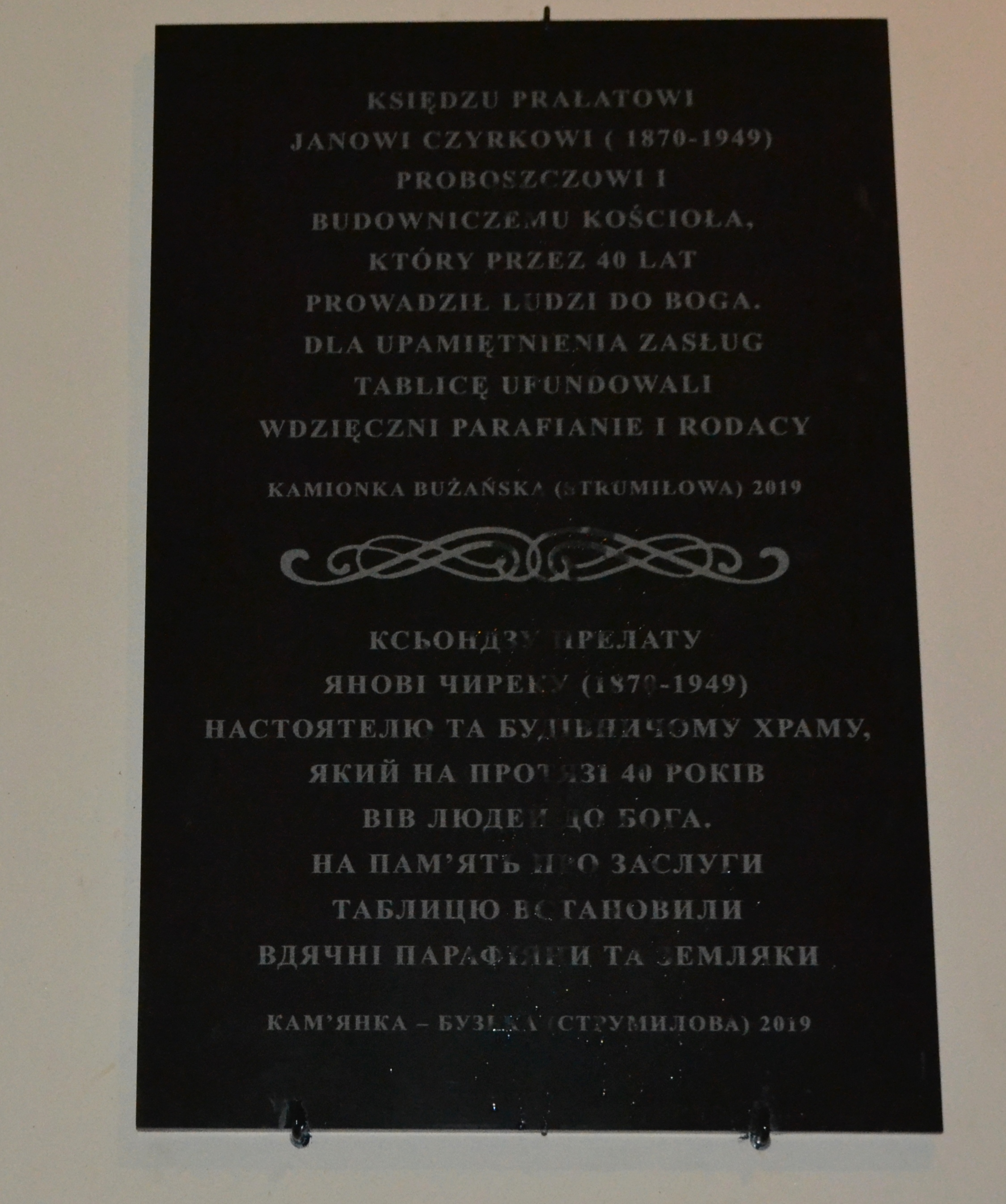
Tablica pamiątkowa z 2019 roku

17 listopada 2019 roku w kościele parafialnym w Kamionce Strumiłowej odsłonięto dwujęzyczną, polsko-ukraińską tablicę pamiątkową o treści:
Księdzu Prałatowi Janowi Czyrkowi (1870–1949), 
proboszczowi i budowniczemu kościoła, 
który przez 40 lat prowadził ludzi do Boga, 
dla upamiętnienia zasług 
tablicę ufundowali wdzięczni parafianie i rodacy
Kamionka Bużańska (Strumiłowa) 2019